# Sicalis columbiana
Sicalis columbiana е вид птица от семейство Тангарови (Thraupidae).

## Разпространение
Видът е разпространен в Бразилия, Венецуела, Колумбия, Перу и Тринидад и Тобаго.